# Alkotmánybíráskodás
Az alkotmánybíráskodás az a jogértelmezési tevékenység, amelynek feladata annak vizsgálata, hogy egy adott jogszabály (illetve valamely rendelkezése) nem ellentétes-e az alkotmánnyal, illetve az abban foglalt alkotmányos elvekkel. Ha az alkotmánybíráskodást végző szerv úgy találja, hogy a vizsgált jogszabály egészben vagy részben az alkotmánnyal ellentétes, akkor ezt a rendelkezést alkotmányellenesnek nyilvánítja és ezáltal a jogrendszerből kiiktatja. További lehetséges megoldás, hogy az alkotmánybíráskodást végző szerv kizárólag előzetes normakontrollra jogosult. Ez azt jelenti, hogy egy törvényről csak annak kihirdetése, azaz hatályba lépése előtt lehet kikérni az Alkotmánytanács vizsgálatát, s ha a testület szerint a norma alkotmányellenes, az eleve nem is léphet hatályba.

## Végrehajtó szerve
Tehát jogtechnikai szempontból két modell létezik: a centralizált és a decentralizált.
- Az alkotmánybíráskodást a Legfelsőbb Bíróság végzi (Amerikai (angolszász) modell).
  - Minden bíróság végez alkotmányértelmező tevékenységet, azonban az alkotmányjogi szempontból is releváns döntések idővel mégis a bírósági rendszer felsőbb szintjére összpontosul.
- Önálló alkotmánybíróság, mely nem tagozódik be a bírósági szervezetrendszerbe (osztrák modell).

## Döntési tárgya
- Az alkotmánybíráskodás alkotmányossági szempontból vizsgálja felül a hatalom által kiállított szabályokat,
  - a jogszabályok (törvények) előzetes (kihirdetés előtti) és utólagos (kihirdetés utáni) ellenőrzésére;
  - nem nyúlhat semmilyen, a parlament által alkotott, úgynevezett elsődleges jogszabályhoz, hogy a parlamenti szuverenitás, a törvényalkotási monopólium ne sérüljön, csak törvénynél alacsonyabb szintű jogszabályt ellenőrizhet.
- Az alkotmánybíráskodás a szövetségi államok (kantonok) által alkotott jogszabályok (törvények) ellenőrzésére jogosult, szövetségi törvényekére nem.

## Döntési jogköre
Amennyiben e normák ellenkeznek az adott állam alkotmányával, mint a jogforrási rangsor csúcsával, az alkotmánybíráskodás
- megsemmisítéssel kiemeli azokat a jogrendből;
  - egy határidőt tűz ki, s a norma csak ekkor semmisül meg. Így időt kap a törvényalkotó arra, hogy a létfontosságú jogszabályt pótolja;
- kimondja egy jogszabály alkotmányellenességét, azt nem semmisíti meg (ahogyan a Magyar Köztársaság Alkotmánybírósága teszi), csupán megtiltja annak további alkalmazását;
- kizárólag előzetes szakvéleményre jogosult, ha a testület szerint a norma alkotmányellenes, az eleve nem léphet hatályba;
- az alkotmányellenesség kimondása után az alkotmányellenes normát kiállító szerv döntése is szükséges;
- vizsgálhatják ugyan a törvényjavaslatok alkotmányosságát, azonban csak módosító indítványok beadására jogosult;
- javaslatait kötelező betartania a normát kiállító szervnek.

## Jogosultság a szakvélemény kérésére
Az alkotmány vagy a szokásjog a következőkből behatárolja, hogy mely csoport vagy csoportok jogosultak az alkotmánybíráskodás szakvéleményének a kikérésére:
- a köztársasági elnök,
- a parlament bizottsága,
- a képviselők bizonyos létszámú csoportja,
- a bíróság,
- az ombudsman,
- az állampolgár.

## Története
Az alkotmánybíráskodásra, mint a törvényalkotó által alkotott törvények valamely, a törvénynél magasabb szintű norma alapján történő felülvizsgálatára tulajdonképpen már az ókorban is találunk példákat. A kérdéskör később viszont csak az ezerhatszázas évek elején került ismét napirendre, amikor a brit Lord Coke felvetette, hogy a brit uralkodó által alkotott törvényeknek felülvizsgálhatóaknak kell lenniük a bíróságok által, hiszen csak így elkerülhető a törvényhozó hatalom önkényeskedése.
Az alkotmánybíráskodás amerikai (angolszász) modellje - kialakulását tekintve - több mint száz évvel előzte meg az európai alkotmánybíróságok kialakulását. Az Amerikai Egyesült Államok Legfelsőbb Bírósága már 1803-ban az alkotmányszöveg alapján hozott ítéletet, ezzel vetve meg a modern alkotmánybíráskodás alapjait. Az amerikai modell lényege, hogy nincs külön alkotmánybíróság, az alkotmánybíráskodást a rendes bírósági szervezet végzi.
Az I. világháború után, az Osztrák-Magyar Monarchia felbomlását követően, az önálló Ausztria alkotmányosságának védelmére hozták létre az osztrák Alkotmánybíróságot, mely az alkotmánybíráskodás kontinentális, európai modelljének mintájává vált.
- Német Szövetségi Köztársaság Szövetségi Alkotmánybírósága 1950-ben alakult.
- 1955-ben megalakult az olasz Alkotmánybíróság.
- A régi Jugoszláviában meglehetősen korán – 1963-ban – alakult meg az Alkotmánybíróság.